# World Series 2000
Le World Series 2000 sono state la 96ª edizione della serie di finale della Major League Baseball al meglio delle sette partite tra i campioni della National League (NL) 2000, i New York Mets, e quelli della American League (AL), i New York Yankees. A vincere il loro ventiseiesimo titolo furono gli Yankees per quattro gare a una.
Queste furono le prime "Subway Series", come vengono chiamate le serie tra due squadre di New York, nei playoff dal 1956. Gli Yankees diventarono la prima squadra a vincere tre titoli consecutivi nella MLB dagli Oakland Athletics del periodo 1972–1974 e la prima franchigia negli sport americani dai Chicago Bulls del 1996–1998. MVP della serie fu Derek Jeter che tenne una media battuta di .409, con 2 fuoricampo, un triplo e 2 doppi.

## Sommario
I New York Yankees hanno vinto la serie, 4-1.
| Gara | Data       | Risultato                                           | Stadio         | Tempo | Pubblico |
| ---- | ---------- | --------------------------------------------------- | -------------- | ----- | -------- |
| 1    | 21 ottobre | New York Mets – 3, New York Yankees – 4 (12 inning) | Yankee Stadium | 4:51  | 55.913   |
| 2    | 22 ottobre | New York Mets – 5, New York Yankees – 6             | Yankee Stadium | 3:30  | 56.059   |
| 3    | 24 ottobre | New York Yankees – 2, New York Mets – 4             | Shea Stadium   | 3:39  | 55.299   |
| 4    | 25 ottobre | New York Yankees – 3, New York Mets – 2             | Shea Stadium   | 3:20  | 55.290   |
| 5    | 26 ottobre | New York Yankees – 4, New York Mets – 2             | Shea Stadium   | 3:32  | 55.292   |

## Hall of Famer coinvolti
- Yankees: Joe Torre (manager), Derek Jeter, Mariano Rivera
- Mets: Mike Piazza